# Carl Geyer
Carl Geyer (1796-1841) foi um entomologista alemão que escreveu e ilustrou vários suplementos aos trabalhos de Jacob Hübner sobre Lepidoptera.
Carl Geyer era por profissão um artista. Ele não deve ser confundido com Karl Andreas Geyer (1809-1853), botânico e coleccionador de plantas.